# Recital sinfónico '72
Recital sinfónico '72 es un show que Les Luthiers realizó junto a Ensemble Musical de Buenos Aires. Este espectáculo se representó dos veces el lunes, 6 de noviembre de 1972 en el teatro Ópera (Buenos Aires, Argentina).

## Programa

### Ensamble Musical de Bs.As
- Il signor Bruschino (de G. Rossini)
- Una broma musical (de W. A. Mozart)

### Les Luthiers
- Voglio entrare per la finestra (Aria de ópera)
- Ya el sol asomaba en el poniente (Marcha militar)
- Bolero de Mastropiero (Boleró)
- Tristezas del Manuela (Blues)

### Ensamble Musical de Bs.As y Les Luthiers
- Concierto de Mpkstroff (Concierto para piano y orquesta)
- Concerto grosso alla rustica (Concerto grosso)

En el programa de mano, aparece la obra Boleró de Mastropiero. Curiosamente, esta pieza jamás fue interpretada en el show.